# Analfabetizmus

Az írni-olvasni tudók aránya a világon

Az analfabetizmus az írástudás hiányát jelenti, azt, hogy a felnőtt egyén nagyon rosszul, vagy egyáltalán nem tud se írni, se olvasni. Illiterációnak is nevezhetjük a jelenséget, különösen azokkal a nyelvekkel kapcsolatban, amelyeket nem alfabetikus írással írnak.
Egy társadalomban az írás és az olvasás elterjedésének folyamata az alfabetizáció. Vannak olyan közösségek (például természeti népek), amelyek nem ismerik az írást; ezeknek a tagjai nem tekinthetők analfabétának.
Azokban az országokban, ahol kevés figyelmet fordítanak, vagy fordítottak a nők oktatására, lényegesen több nő analfabéta, mint férfi. A fejlett írásbeliséggel rendelkező országokban is sok gondot okoz az alapvetőnek számító írás- és olvasástudás hiánya, ami megmutatkozik a munkanélküliségben és a bűnözésben is. Összesen egy kicsit kevesebb mint egymilliárd felnőtt nincs ennek a fontos képességnek a birtokában. Helyzetük nem magyarázható értelmi fogyatékossággal, diszlexiával, vagy diszgráfiával.
Magyarországon arányukat 1-2%-ra becslik. A becslést a népszámlálások iskolázottsági adataira alapozzák; aki legfeljebb egy osztályt végzett, azt közéjük számítják. Ez egy folyamatosan újratermelődő réteg.
Habár egy írástudó társadalomban az analfabetizmusnak olyan súlyú következményei vannak, mint egy fogyatékosságnak, mégsem tekinthető annak, mivel jellemzően az analfabéták is megtaníthatók (lennének) az írásra és az olvasásra. Még az értelmi fogyatékosok és speciális módszerekkel a diszlexiások is jó olvasókká és írókká válhatnak.

## Fajtái
Az analfabetizmus lehet:
- elsődleges analfabetizmus: az egyén nem tanult meg se írni, se olvasni. Főként a fejlődő országokban okoz gondot, de máshol is előfordul.[3]
- másodlagos analfabetizmus: az érintett megtanult írni és olvasni, de elfelejtette. Fő oka valószínűleg a rádió, a telefon és a tévé elterjedése, de okozhatja afázia is. Az 1970-es években fedezték fel, de a számítógép és az Internet elterjedésével ez némileg visszaszorult.[3]
- félanalfabetizmus: régen azt jelentette, hogy valaki tud olvasni, de nem tud írni (ma ezt írástudatlanságnak nevezzük). Ma azt jelenti, hogy egyaránt tud írni is, meg olvasni is, de csak nagyon kicsit: felismer néhány szót, nem ismer minden betűt, vagy csak a nevét tudja leírni.
- funkcionális analfabetizmus: az érintett tud írni és olvasni, de nagyon rosszul. Kibetűzi a szavakat, de nem érti meg a használati utasítást, és nem tud a saját örömére olvasni. Ez akadályozza a további tanulást. Magyarországon a különböző becslések szerint a felnőttek 16-33%-a funkcionális analfabéta.[4]

Egyes vélemények szerint ki kell bővíteni a definíciót. Eszerint az is funkcionális analfabéta, aki nem beszél nyelveket, vagy nincs jogosítványa.
Az "analfabéta" kifejezést használják átvitt értelemben arra is, ha valaki egyáltalán nem ért, vagy nincs érzéke valamihez, így jött létre például a digitális, a pénzügyi, a zenei, a műszaki analfabetizmus, vagy a tudományos analfabetizmus kifejezés is.

## Gazdasági hatások
Az írástudatlanság gazdasági probléma is. A funkcionális analfabetizmus már a munkához jutásban is nehézséget okoz. Az önéletrajz megírása, a jelentkezési ívek kitöltése, a használati utasítás értelmezése mind nehézségbe ütközik, ami balesetet is okozhat. Az írás-, és olvasástudás hiánya megnehezíti a vizsgázást, a számonkérést; nem lehet így megtanulni sem vezetni, sem a számítógépet kezelni. Legfeljebb segédmunkások lehetnek, továbbá jogaikat sem tudják megfelelően érvényesíteni. Sokuk segélyre szorul, vagy feketemunkát végez. Bűnözési hajlamuk nagyobb, mint a jól író és olvasóké. A visszaeső bűnözésnek is ez az egyik fő oka, hiszen nem tudnak új álláshoz, új ismeretekhez jutni.

## Felzárkóztatás
A 21. század eleji Magyarországon a felnőttképzés nem megoldott. Csak tíz-húsz iskolában, és a börtönökben nyílik lehetőség a hiányosságok pótlására. A rabok negyede analfabétának számít. Egyes esetekben akár háromnegyedük is funkcionális analfabéta lehet. A börtöniskolák leginkább az analfabéta rabokkal foglalkoznak, mert a többiek írás- és olvasástanítása meghaladja a kapacitásukat.
A másodlagosan analfabétáknak eredetileg akár egyetemi végzettségük is lehetett. Nagy részük korábban a mezőgazdaságban dolgozott, de akadnak köztük kiváló mesteremberek is. Akár három-négy nyelvet is beszélhetnek. Mivel nem találnak új állást, ezért hajlamosak részt venni a szervezett bűnözésben. Legtöbben aktív tanulásra nem, vagy csak kicsit képesek, ezért nagyon nehéz őket tanítani.

## Részképességzavar, fogyatékosság
A magyar iskolarendszerben a tanítók versenyeznek abban, hogy ki tudja gyorsabban megtanítani a gyerekeket írni és olvasni, továbbá az előírt tanmenet sem biztosít nekik elég időt. A gyerekeknek karácsonyra már az összes betűt ismerniük kell. A rohanásban sokan lemaradnak, mert nincs elég idejük gyakorolni, továbbá a motiváció is sokakban elvész a hajtás miatt. Betűket tévesztenek, valamint a helyesírást sem tudják megtanulni. Nem mindegyikük diszlexiás: sokszor néhány hónap elég a hiányosságok pótlására.
Speciális módszerekkel a középsúlyos értelmi fogyatékos emberek is megtaníthatók írni és olvasni. A folyamatot elnyújtják, sokat gyakorolják a betűk összeolvasását, az olvasottak értelmezését, továbbá ügyelnek arra, hogy a tanuló motivált legyen. Sokuk csak felnőttkorára tudja befejezni a tanulást.
A vakok nagy része idős korára vesztette el látását, és nem tudta megtanulni a Braille-írást. Így ők is analfabétának számítanak.
A legtöbb országban a siketek nem tanulhatnak anyanyelvükön írni és olvasni, mert jelnyelvük nem létezik írásos formában, valamint a hangnyelvet is sokszor csak alapszinten tudják elsajátítani. Mindezek miatt közöttük aránylag több az analfabéta, mint a hallók között. Az Amerikai Egyesült Államokban sokat segített az, hogy megalkottak egy írást az amerikai jelnyelv számára.
Magyarországon a 20. század végéig nem volt megoldva a súlyos beszédhibás, legfeljebb csak néhány szó érthető kimondására képes gyerekek oktatása, emiatt sokuk nem kaphatott értelmi képességüknek megfelelő oktatást, hanem a súlyos értelmi fogyatékos gyerekek iskoláiba kényszerültek. Ezekben nemcsak hogy nem fejlesztették a beszédüket, hanem még írni és olvasni sem tanulhattak meg. Ezért sok néma, vagy alig beszélőképes ember még írni sem tud.

## Számolástudatlanság
A számolástudatlanság a funkcionális analfabetizmushoz hasonló jelenség. Az érintettek csak mechanikus számolásra képesek, de valójában nem értik, hogy mit csinálnak; nem értik a számolás alapelveit, rosszul becsülnek meg valószínűségeket. Az Amerikai Egyesült Államokban már nemzeti problémának tekintik. John Allen Paulos amerikai matematikus írta le először. A számolástudatlanok közül nem mindenki diszkalkuliás: még matematikusok is szenvedhetnek enyhe számolástudatlanságban.
A jelenségnek az egyén számára súlyos következményei lehetnek. Nem tudják pénzügyeiket kezelni, adósságba verik magukat. A valószínűségek megbecslésére való képtelenségük miatt sok pénzt veszíthetnek szerencsejátékokon. A számolástudatlanság még az áltudományoknak is megágyazhat.

## Történeti áttekintés
Az ókor kezdetétől egészen a reformációig a társadalmak megvoltak kevés írás-, és olvasástudóval is. Csak néhány társadalomban vált általánossá, például a föníciaiaknál.
A helyzetet a könyvnyomtatás megjelenése és a reformáció változtatta meg. A technika már megvolt a tömeges könyvnyomtatásra, a reformáció a szándékot is meghozta. A Biblia önálló értelmezéséhez olvasni kellett tudni. A Bibliát sok nemzeti nyelvre lefordították, hogy az is olvashassa, aki nem tud latinul. Fontossá vált az olvasás katolikus részről a reformációra válaszoló ellenreformáció számára is. 
A következő nagy ugrást a felvilágosodás tette meg a tudományok terjesztésének igényével. Ehhez szükség volt ahhoz, hogy minél többen tudjanak olvasni. Az olvasási kultúra rétegződni kezdett: egyszerre volt jelen a magaskultúra és az olvasási kultúrából kimaradó tömeg. Ekkor már nem csak az jellemezte az egyes embereket, hogy mennyire tudnak olvasni, hanem az is, hogy mit olvasnak.
Magyarországon a népoktatás rendszerét Mária Terézia 1777-es Ratio Educationisa alapozta meg. 1868-ban kötelezővé vált az alapfokú népoktatás. Azóta a statisztikai becslések szerint az analfabetizmus folyamatosan csökkent az 1990-es évekig, ahol is elérte az 1%-ot. Azóta ismét nőtt, 1997-ben már 2% volt.